# 对日照

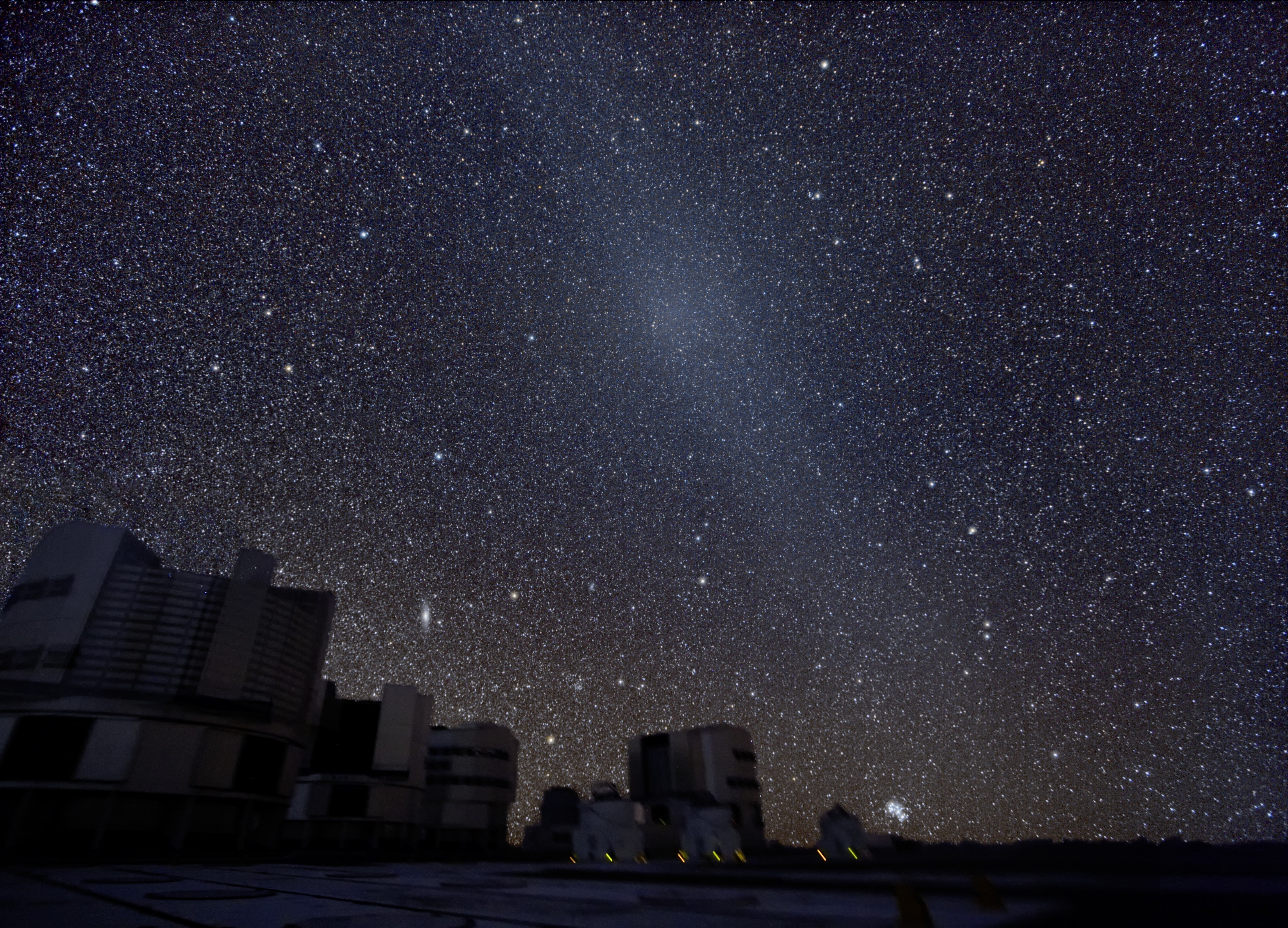
從智利的甚大望遠鏡旁拍攝的黃道，可見照片中的對日照由頂部從左至右閃耀著

對日照（德語：Gegenschein，德語發音：[ˈɡeːɡənʃaɪn]，意為「反向的光」）是在夜晚的反日點出現的微弱光斑。它表現為沿著黃道帶方向的微弱卵形光斑，約有幾度寬，10-15°長。它非常暗淡，如果夜晚有月光或靠近銀河，就觀察不到了。

## 說明
像黃道光一樣，對日照是陽光被行星際塵埃後向散射造成的現象。這些塵埃大多數都在黃道平面上環繞著，並且在地日系統的拉格朗日點L2有比較高的濃度。
它與黃道光的區別在這些塵埃粒子以高角度反射入射的陽光。當塵埃粒子在滿月的相位時，日照強度會相對的提高，使它在背向太陽的黃道帶上形成微亮、橢圓形的輝光。

## 歷史
對日照是法國耶穌會的天文學家和教授Esprit Pezenas（法文）（1692-1776）在1730年首先發現的；德國的探險家亞歷山大·馮·洪堡在1799年至1803年在南美探險時做了進一步的觀測。洪堡也會這種現象起了個德國名字：Gegenschein。
丹麥天文學家Theodor Brorsen在1854年發表對日照的第一次徹底調查。
在現代社會，由於光汙染的緣故，在人類居住的地區幾乎完全都看不見對日照。

## 外部連結
- Astrophotographs of the gegenschein （页面存档备份，存于）
- "Zodiacal Light and the Gegenschein", an essay by J. E. Littleton
- Astronomy Picture of the Day, May 7, 2008 （页面存档备份，存于）
- Chisholm, Hugh (编). .  (第11版). London: Cambridge University Press. 1911.